# Kerk van Farmsum

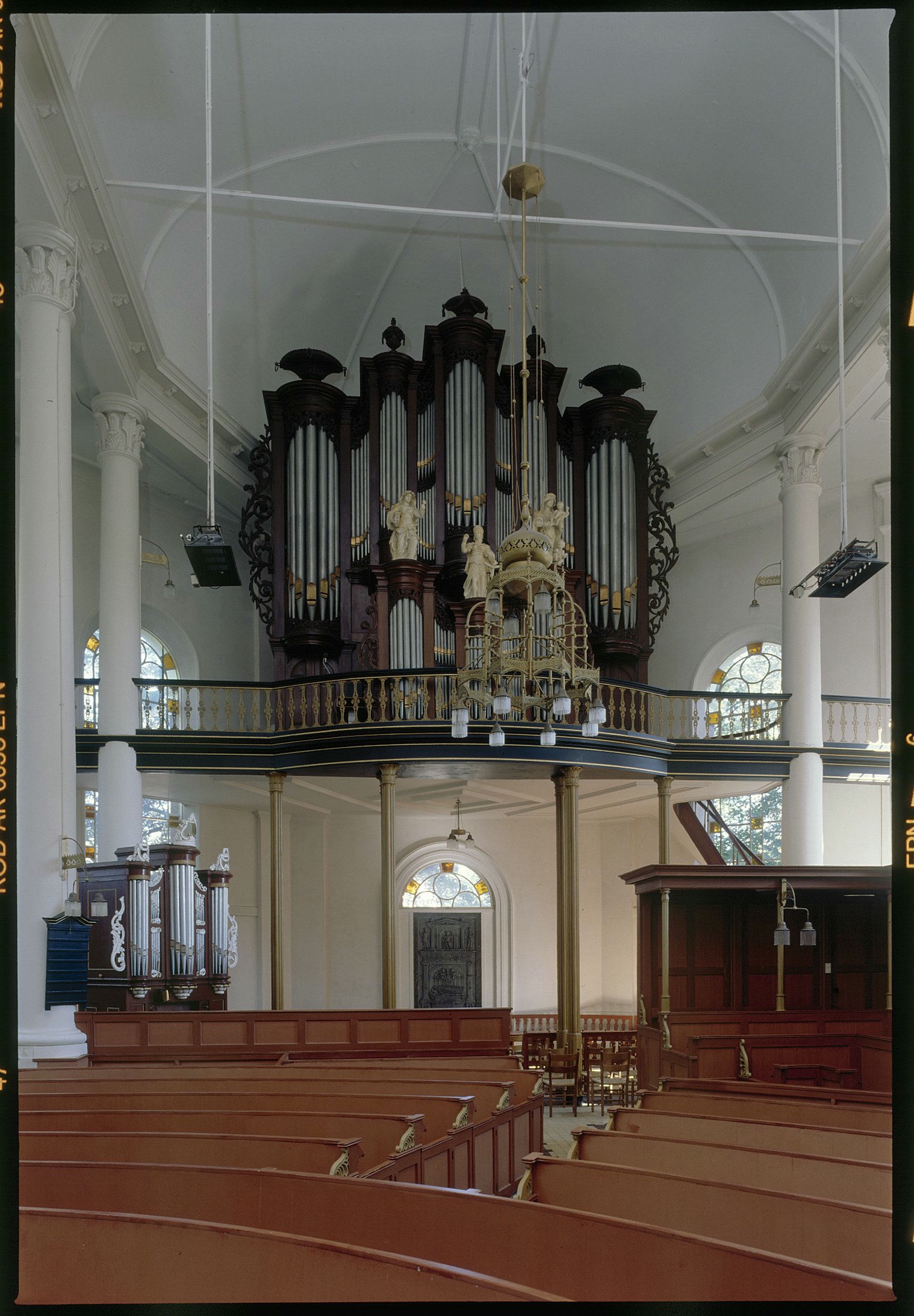
Interieur met het Lohman-orgel uit 1828 en linksonder het kleine Meijer-orgel uit 1878, afkomstig uit de kerk van Weiwerd

De kerk van Farmsum is een 19e-eeuwse protestantse waterstaatskerk in de Groninger plaats Farmsum (gemeente Eemsdelta), ontworpen door Cornelis Wind, opzichter van de provinciale waterstaat.

## Voorloper
De voorganger van de huidige kerk was een laat-romanogotische kerk die volgens de huidige inzichten begin 14e eeuw werd gebouwd. Het valt aan te nemen dat de kerk, als centrum van een decanaat, sinds de 10e of 11e eeuw een of meer voorgangers gehad. De kerk zou halverwege de 14e of in het derde kwart van de 14e eeuw zijn uitgebreid met een zijschepen, waarbij ook het koor werd verbreed tot drie schepen en de kerk als zodanig werd uitgebreid tot de vroegst bekende hallenkerk van Groningen. In de 15e eeuw (tegen 1500) werd aan noordoostzijde nog een sacristie aangebouwd met op de bovenverdieping mogelijk een librije of tresoor/schatkamer. In 1855 werd de oude toren afgebroken. Deze stond zo scheef dat deze alom bekend was door de Groningse zinspreuk 'Zo schaif as toorn van Faarmsom'. In 1869 werd de bouwvallige kerk gesloopt.

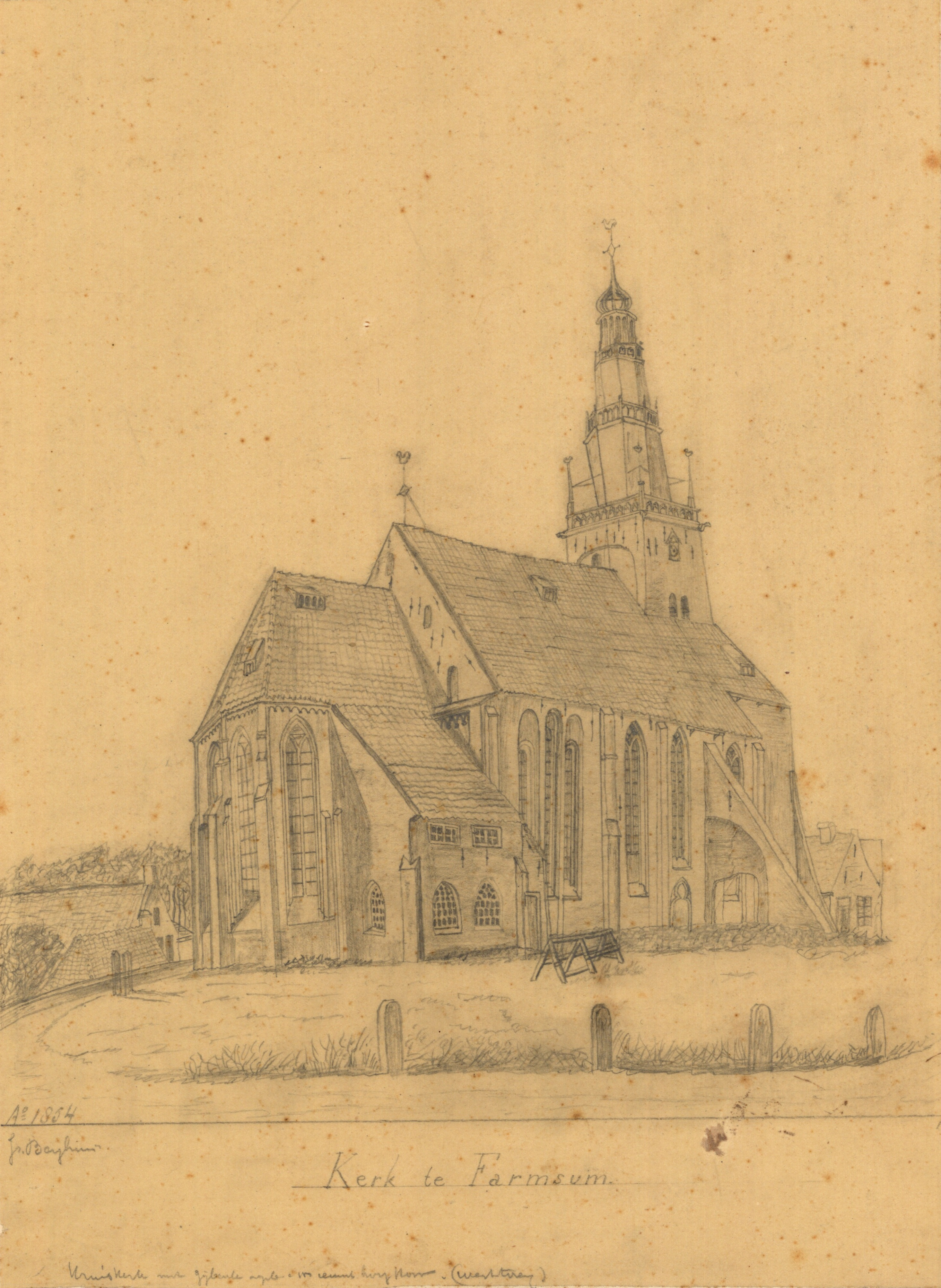
Tekening van de oude kerk door J. Berghuis in 1854, vlak voor de afbraak van de toren
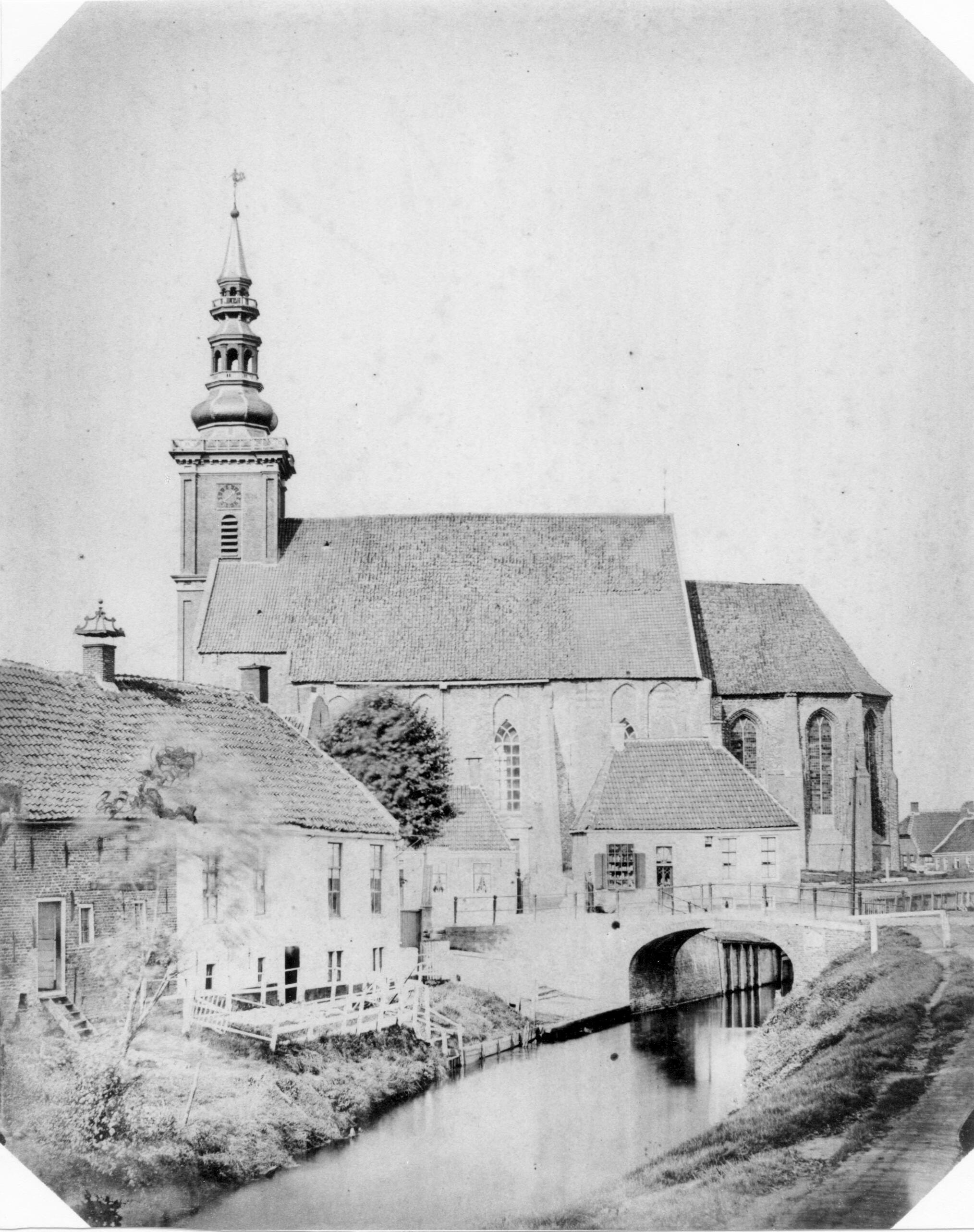
De oude kerk op een foto uit 1857. Voor zover bekend is dit de oudste foto van een kerk in Groningen

## Exterieur
De huidige toren, ontworpen door Jan Maris, werd gebouwd tussen 1855 en 1857. De oude kerk werd daarna in 1869 vervangen door de huidige driebeukige hallenkerk met driezijdige sluiting. De kerk is uitgevoerd in rode baksteen, versierd met speklagen van stucwerk. De beide met frontons getopte zijkapellen zijn iets lager dan het schip.
Boven op de opvallende, vierkante toren, die uit drie transen bestaat, rust een door een balustrade omgeven uivormige bekroning (in de noordelijke provincies veelal 'siepel' genoemd), waarop boven elkaar twee achthoekige open verdiepingen. Daarop staat een naaldspits met een windvaan in de vorm van een zeemeermin.

## Interieur
De middenbeuk is voorzien van een tongewelf, de zijbeuken zijn zeer smal. Het interieur is in baksteen uitgevoerd met rondboogvensters, een attiek boven de kroonlijst en lisenen met rechthoekige nissen. De dunne zuilen zijn voorzien van gietijzeren kapitelen versierd met palmetten. Er hangt een grote koperen lichtkroon uit de negentiende eeuw.
De doopvont is van zandsteen en dateert uit de 17e eeuw. In feite is het een tuinvaas behorend bij de in 1745 afgebroken borg Haykema in Zeerijp, die werd opgebaggerd uit de gracht van huis te Farmsum
In de kerk is onder andere een gebeeldhouwde grafzerk uit 1633 bewaard gebleven, die vervaardigd werd voor Maurits Ripperda. Tijdens restauratiewerkzaamheden in 2012 aan de vloer van de kerk werden echter 25 historische grafzerken blootgelegd, die waarschijnlijk bij een ophoging van de vloer in 1726 uit het zicht waren geraakt. Hieronder bevinden zich drie van leden van de adellijke familie Ripperda (Hayo Ripperda, overleden 1504; Unico Ripperda II, overleden 1474; en Focco Ripperda, overleden 1477). Deze middeleeuwse worden sindsdien in de kerk tentoongesteld en hebben veel nieuwe kennis aan het licht gebracht over de familie Ripperda.
Ongewoon voor een protestantse kerk zijn de drie aan heiligenbeelden herinnerende gipsen beelden van de kerkhervormers Luther, Zwingli en Calvijn, die in 1869 in de nieuwe kerk werden geplaatst.

## Orgel
Een omvangrijk, door N.A. Lohman in 1828 gebouwd orgel, dat in de oude kerk van Farmsum stond, werd in 1869 door orgelbouwer Petrus van Oeckelen verhuisd naar de huidige kerk. Daarbij werd het uitgebreid met een vrij pedaal. Behalve het hoofdorgel bezit de kerk ook een koororgel, dat Roelf Meijer in 1878 voor het kerkje van Weiwerd bouwde. Het verhuisde in 1983 naar Farmsum, omdat het kerkje van Weiwerd moest wijken voor de uitbreiding van de haven van Delfzijl in de Oosterhoek.

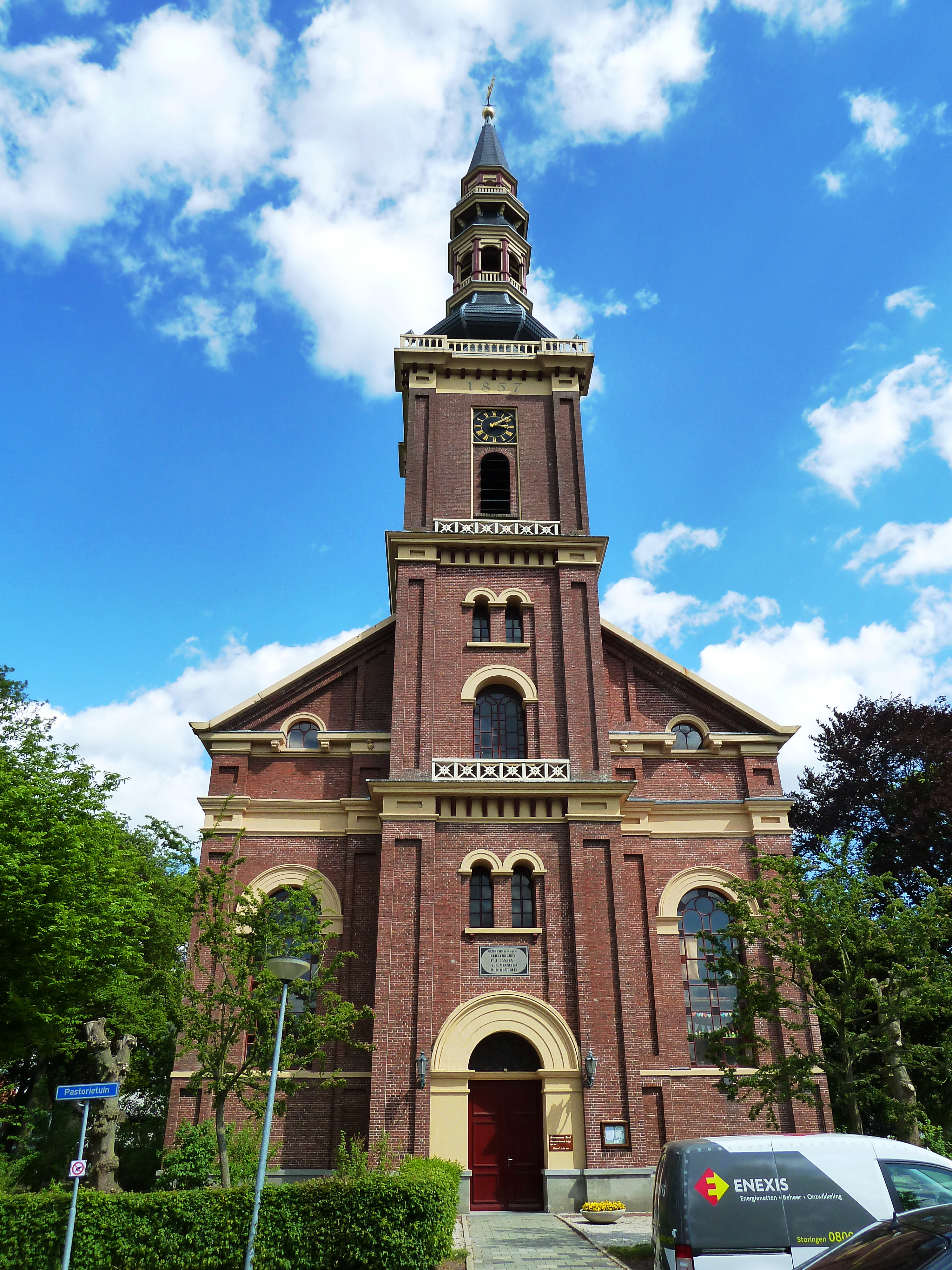
Voorgevel
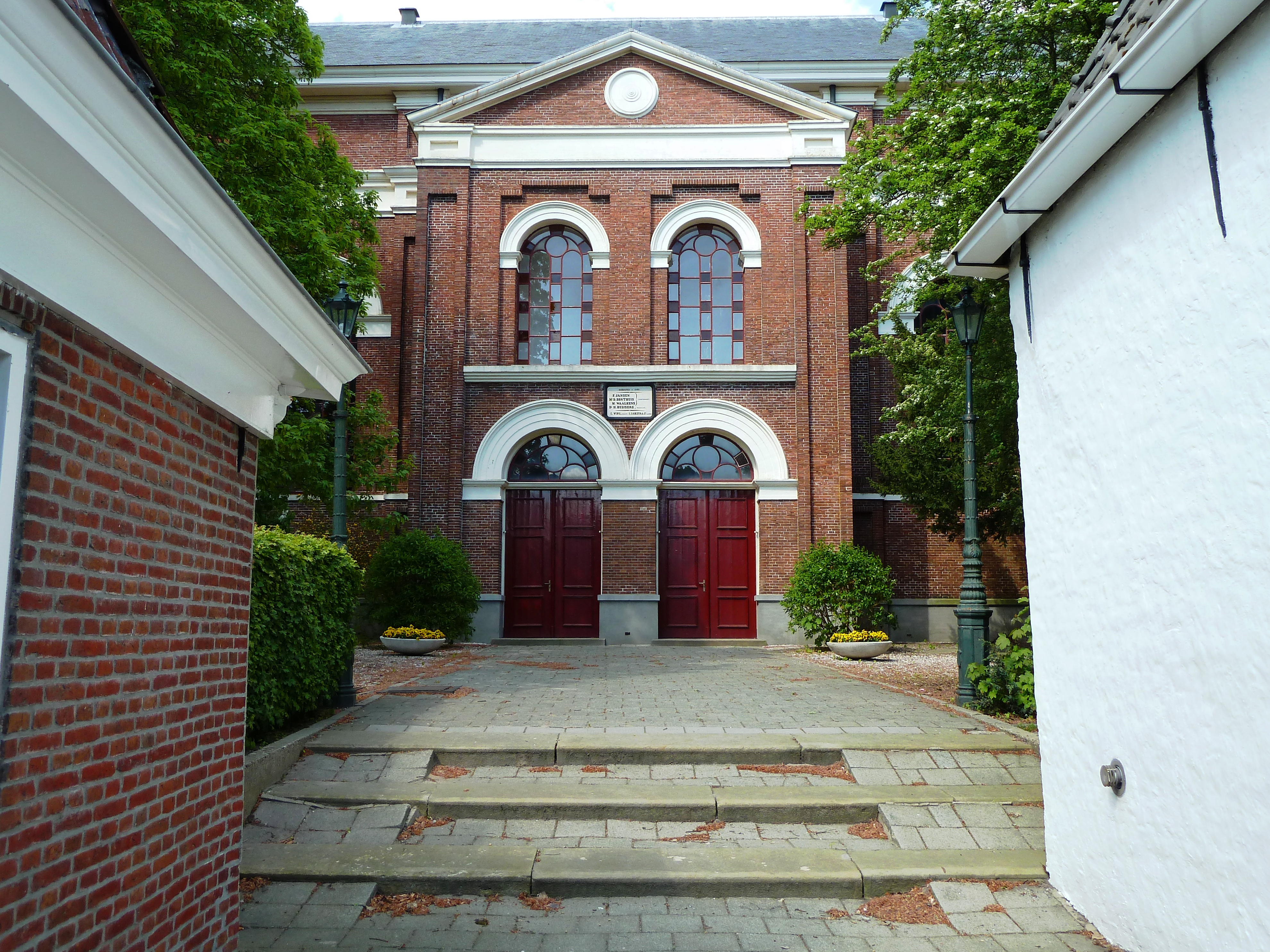
Zijgevel
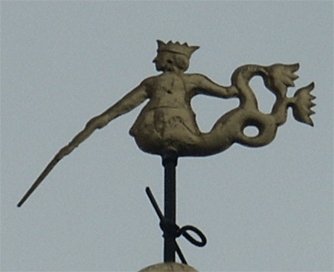
Windvaan
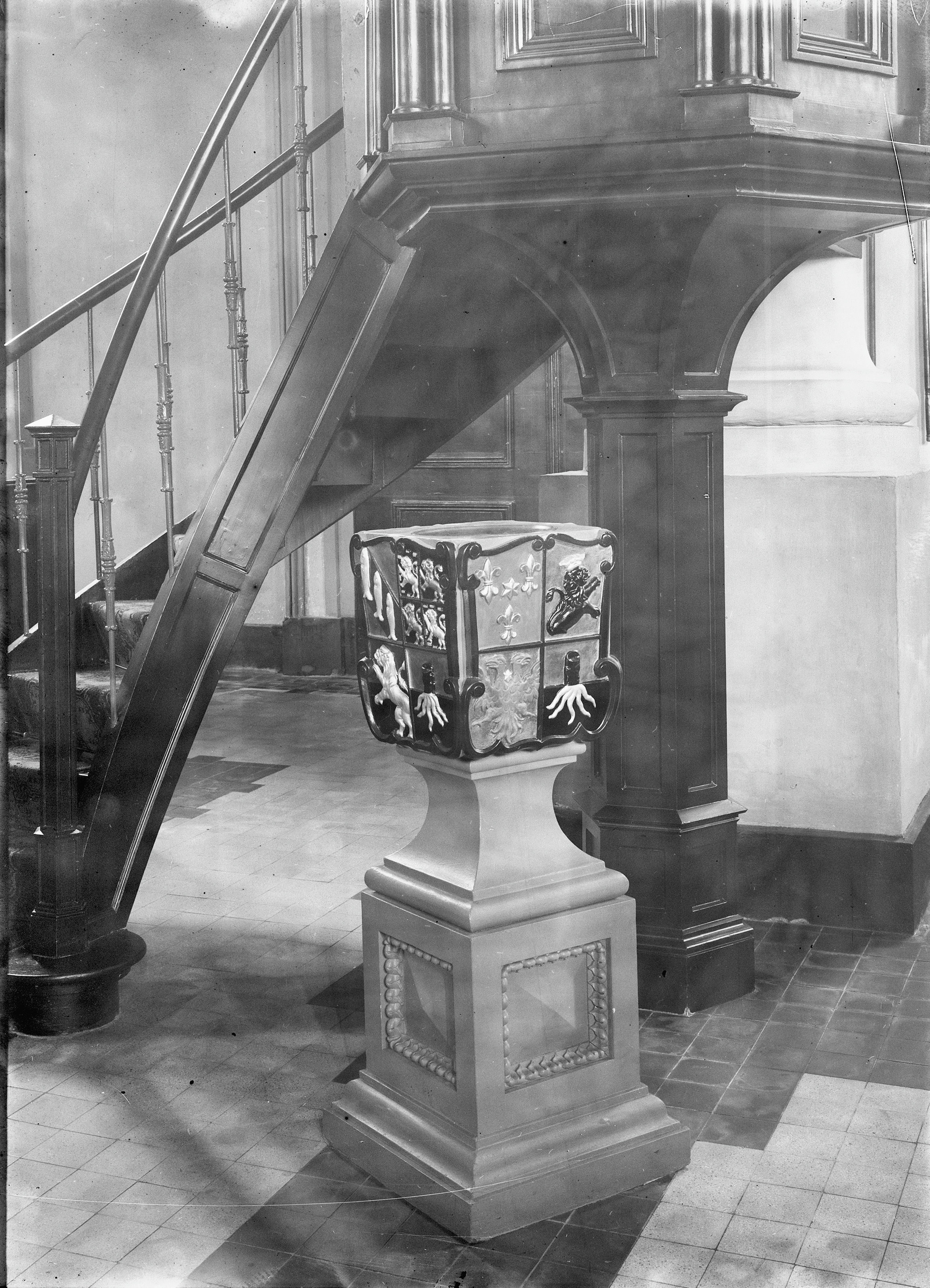
17e-eeuwse doopvont
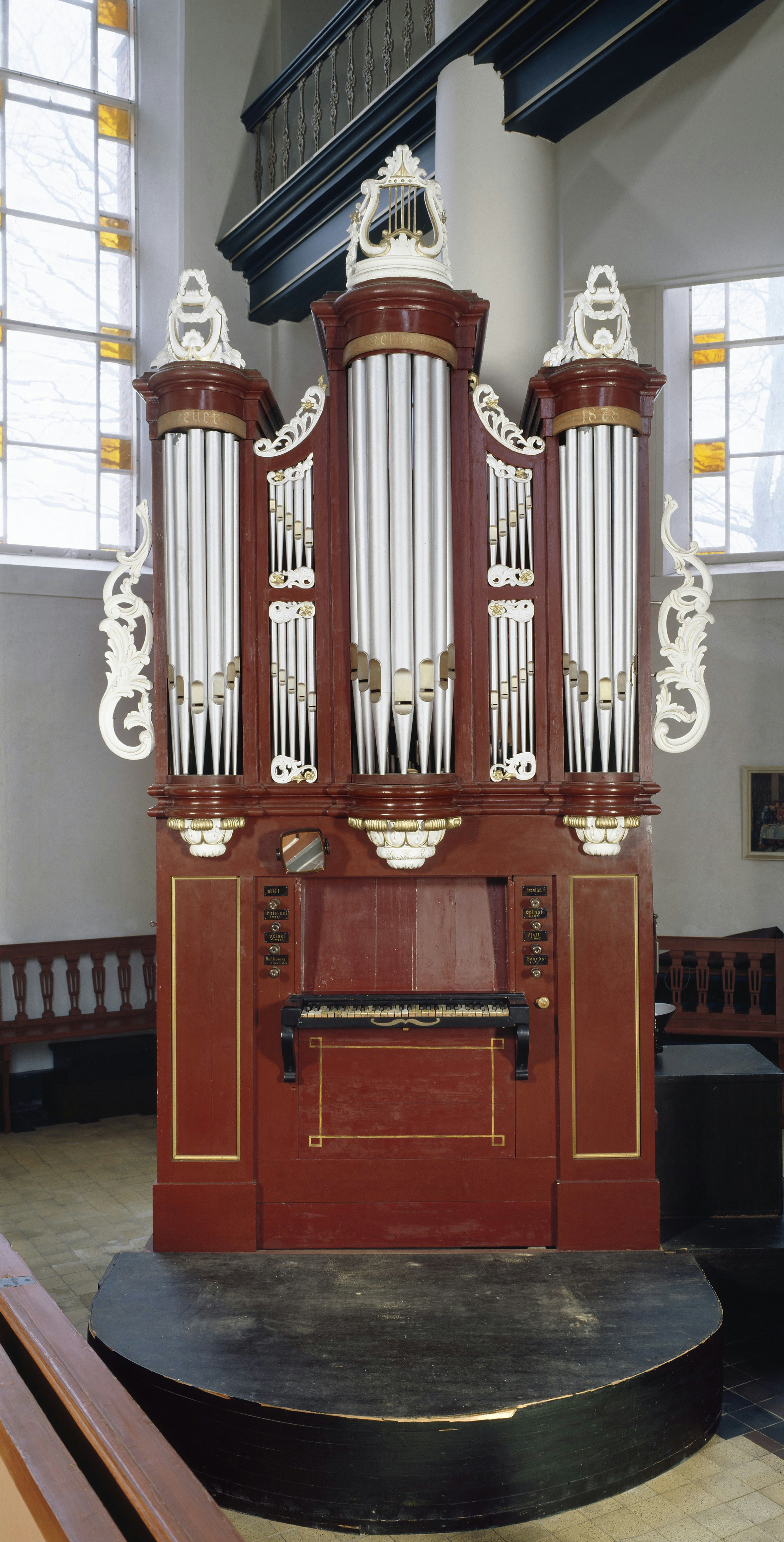
Het kleine Meijer-orgel, afkomstig uit Weiwerd
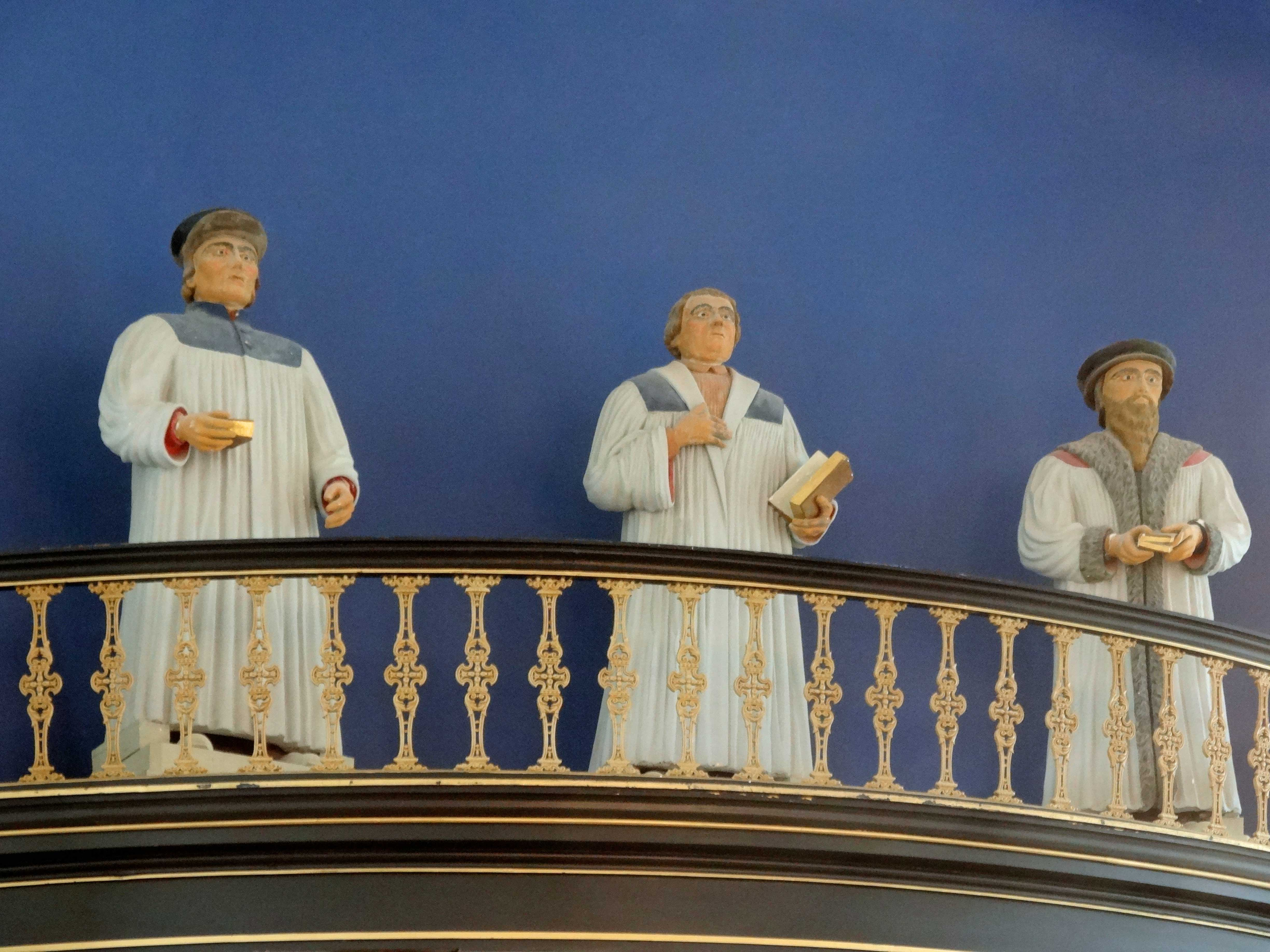
De beelden van Luther, Zwingli en Calvijn in de kerk